# Филиппов-Чехов, Александр Олегович
Александр Олегович Филиппов-Чeхов (род. 26 сентября 1986, Москва) — российский переводчик-германист, литературный критик.

## Биография
Родился 26 сентября 1986 года в семье московских врачей. Внук волейбольного тренера Олега Чехова, праправнук Михаила Павловича Чехова.
В 2003 году поступил на филологический факультет МГУ (немецкое отделение). Во время обучения проходил стажировку в Берлинском университете имени Гумбольдтов (Германия). По окончании МГУ с 2008 года обучался в аспирантуре ИМЛИ РАН, где работал над проблемами перевода поэтики Роберта Вальзера под руководством В. Д. Седельника.
С 2008 года по 2014 год — научный сотрудник Всероссийский государственной библиотеки иностранной литературы имени М. И. Рудомино.
В статусе научного сотрудника начинает заниматься филологическим анализом творчества немецких авторов (Франц Кафка, Роберт Вальзер). Результаты работы отражены в его монографии «Франц Кафка в русской культуре» (2012).

## Переводческая деятельность
Первые переводы немецкой литературы подготовил в студенческие годы. С того времени Филиппов-Чехов перевёл более 50 трудов немецких писателей (Р. Вальзер, Ф. Кафка, Г. Бюхнер, Б. Брехт, Р. Музиль, П. Вайс, В. Мёрс, В. Хёлль, М. фон Майенбург и др.), в том числе нобелевских лауреатов (Т. Манн, Г. Бёлль, Г. Гауптманн, Э. Елинек, Г. Грасс, П. Хандке). Пьесы немецких драматургов в переводе Филиппова-Чехова ставились в МХТ им. А. П. Чехова (В. Хёлль «А потом»), Московском академическом театре имени В. В. Маяковского (Г. Бюнхер «Войцек»), Гоголь-центре (М. фон Майенбург «(М)ученик»), Электротеатре Станиславский (Х. Мюллер «Медеяматериал») и других.
В переводах сохраняются ненормативная семантическая сочетаемость, повторы и ритм, применяются синтаксический параллелизм и звукопись.
В 2015 году основал издательство libra и стал его главным редактором. Подготовил к изданию более 70 книг.
С 2020 года занимается преподавательской деятельностью, организовывает переводческие мастерские при Доме творчества Переделкино, которые с 2023 года являются также выездными и межрегиональными. Разработал ряд оригинальных методик обучения художественному переводу.

## Общественная деятельность
С 2009 года — член Российского союза германистов.
2020—2022 гг. — член Большого жюри литературной премии «Национальный бестселлер».
С 2019 года — эксперт жюри международного конкурса перевода «Sensum de Sensu» в немецких номинациях.

## Переводы
Автор более 50 переводов художественных произведений на немецком и английском языках, некоторые из которых приведены ниже.
1. Р. Вальзер «Школьные сочинения Фрица Кохера», стихи из наследия, разное.
2. Т. Манн. Парижский отчет: Фрагменты.
3. Ф. Тютчев "Как сердцу высказать себя… " / «Wie schwer sprich doch ein Herz von sich…»: Избранная поэзия с параллельным переводом на немецкий язык. [на русском и немецком языках; составление А. О. Филиппова, Н. И. Лопатиной]. — М.: Вагриус, 2008.
4. Целан П. [Осип Мандельштам] // О. Мандельштам «Жизнь упала как зарница…» / «Ferner Blitz — das Leben fiel…»: Избранная поэзия с параллельным переводом на немецкий язык. — М.: Вагриус, 2008.
5. Книги из частного собрания графа Фридриха Вернера Шуленбурга в московских библиотеках: Каталог. — М.: Центр книги ВГБИЛ им. М. И. Рудомино, 2009. — 181 с.
6. Гёте И. В. Фауст / Пер. с нем. А. Фета; подготовка издания, вступ. ст. А. Филиппова. — М.: Центр книги, 2010. — 575 с.
7. Гумбольдт А. фон. Из книги «Космос. Опыт физического мироописания» / Ред. подготовки текста в соврем. орф. А. Филиппов // Мечта о Космосе: В предчувствии Гагарина. — М., 2011. — С. 98-137.
8. Отте М. Вклад Э. Г. Юдина в теорию деятельности в свете новых тенденций в эпистемологии // Эрик Григорьевич Юдин. — М.: РОССПЭН, 2010. — С. 236—273. — (Философия России второй половины ХХ в.).
9. Р. Вальзер. Служащий // Опустошитель. — 2010. — № 2. — С. 105—116.
10. «Перед всемирной красотою…»: Жемчужины европейской поэзии в переводах Афанасия Фета. — М.: Центр книги Рудомино, 2011. — 320 с.
11. Фет А. = Fet A. «Среди несметных звезд полночи…»: Избранная лирика в немецких переводах = «Wohl flimmern Myriaden Sterne…»: Ausgewählte Lyrik in deutscher Übersetzung. [на русском и немецком языках; составление А. О. Филиппова]. — М.: Центр книги Рудомино, 2012. — 576 с.
12. Кафка Ф. «Анекдоты» Кляйста // Франц Кафка в русской культуре: [составление, вступ. статья, комментарии А. О. Филиппова-Чехова]. М., 2012. — C. 381.
13. Кафка Ф. [Русский рассказ] // Франц Кафка в русской культуре: [составление, вступ. статья, комментарии А. О. Филиппова-Чехова]. М., 2012. — C. 381—388.
14. Беньямин В. Улица с односторонним движением / Пер. с нем. под ред. И. Болдырева. — М.: Ад Маргинем, 2012.
15. Вальзер Р. «Школьные сочинения Фрица Кохера» / «Сочинения». — М.: Текст, 2012.
16. Пастернак Б. «Я на той же улице старинной…» Путешествие из Перми в Юрятин = Pasternak B. «Geh die gleiche alte Gasse nieder…» Reise von Perm nach Jurjatin. [на русском и немецком языках; составление А. О. Филиппова]. — М.: Центр книги Рудомино, 2012. — 368 с.
17. Р. Вальзер «Школьные сочинения Фрица Кохера», стихи из наследия, разное. www.textonly.ru, www.promegalit.com, www.ao-filippov.livejournal.com
18. Мариус фон Майенбург [М]УЧЕНИК. — М.: libra, 2015.
19. Елинек Э. Чисто рейнское золото / Пер. с нем. — М.: АСТ, 2016.
20. Готтхельф И. Всяческие истории, или чёрт знает что. — М.: Центр книги Рудомино, 2017.
21. Георг Бюхнер. Войцек. — М.: libra, 2018.
22. Макс Фриш. Опросник. — М.: libra, 2019.

## Работы
Автор научных работ о творчестве Ф. Кафки, Р. Вальзера, а также многочисленных комментариев к произведениям немецкой литературы.
1. Франц Кафка в русской культурe / сост. А. О. Филиппов-Чехов. М.: Центр книги Рудомино, 2012. 544 с.
2. «Кто ищет — вынужден блуждать»: Вступление к изданию 2010 года // Гёте И. В. Фауст / Пер. А. Фета. — М., 2010. — С. 5-7.
3. «Общей лирики лента»: М. Лермонтов в переводах на немецкий язык // М. Лермонтов. «Я ищу свободы и покоя…» — «Freiheit soll und Friede mich umfangen…»: Избранная поэзия с параллельным переводом на немецкий язык. — М., 2011. — С. 5-8. ISBN 978-5-7380-0332-5.[6]
4. Статья NNNAAAMMM или почему России нужно познакомиться с Хайнером Мюллером. — https://morebook.ru/tema/segodnja/item/1351780015755. Московский книжный журнал, 2011.
5. Franz Kafka TM // Франц Кафка в русской культуре: [составление, вступ. статья, комментарии А. О. Филиппова-Чехова]. М.: Центр книги Рудомино, 2012. — C. 11-18.
6. «Я на той же улице старинной…» // Пастернак Б. «Я на той же улице старинной…» Путешествие из Пермив Юрятин = Pasternak B. «Geh die gleiche alte Gasse nieder…» Reise von Perm nach Jurjatin. [на русском и немецком языках; составление А. О. Филиппова]. — М., 2012. — С. 5-8.
7. «Розовая нить норны Эльфриды» // Елинек, Э. Чисто рейнское золото./ Пер. с нем. — М.: АСТ, 2016. — с. 3-12.
8. Кто-то держит с другого конца... Но это не точно [Свенссон П. Сага об угре. О связи поколений, любви и дороге домой / Пер. со шв. Ю. Колесовой. М.: Манн, Иванов и Фербер, 2020] // LRB. 2020. № 1.
9. Лорд Хоррор русского перевода [Бриттон Д. Трилогия Лорда Хоррора / Пер. с англ. М. Немцова. М.: АСТ, 2019] // LRB. 2020. № 1.
10. Взволнованное дыхание моря [Стрекснес М. Временя моря, или Как мы ловили вот такенную акулу с вот такусенькой надувной лодки / Пер. с норв. Р. Косынкина. М.: АСТ, 2020] // LRB. 2020. № 2.
11. Без крота и жизнь не та [Хамер М. Тайна кротовой норы. М.: Бомбора, 2020] // LRB. 2020. № 3.
12. Голый король против Гитлера [Хафнер С. Некто Гитлер. Политика преступления. СПб.: Изд-во Ивана Лимбаха, 2018]. — Gorky.Media.
13. Грегор Замза — почти Христос [Балинт Б. Кафка. Жизнь после смерти. Судьба великого писателя / Пер. с англ. Е. Кручины. М.: Эксмо, 2018; Жук М. Путь к Замку, или Курс лекций о Франце Кафке. Комарово: Импринт Андрея Аствацатурова, 2018]. — Gorky.Media.
14. Лесник-сатанист против биороботов [Вольлебен П. Духовный мир животных / Пер. с нем. С. Борич. Минск: Попурри, 2018]. — Gorky.Media.
15. Тунические войны [Steven Adolf. Tuna Wars. Springer, 2021]. — Gorky.Media.
16. Но есть снаряды и потяжелее. [Вернер Херцог. Сумерки мира. СПб.: Издательство Ивана Лимбаха, 2023. Перевод с немецкого Егора Зайцева.] — Gorky.Media.